# Gonzalo Abella
Gonzalo Mariano Abella García (Montevideo, 26 de diciembre de 1947) es un maestro, escritor, político e historiador uruguayo. En abril de 2018 fue proclamado candidato a la Presidencia de la República por la Unidad Popular para las elecciones nacionales de 2019 en el 8° Encuentro Nacional de militantes de su fuerza política. Al igual que en las elecciones de 2014, integra la fórmula junto a Gustavo López Lavignasse.

## Biografía
Maestro de primaria en Uruguay. Trabajó como maestro rural y también en escuelas urbanas. Estudió en la Unión Soviética y en Cuba. Colaboró con causas revolucionarias en Cuba y Nicaragua.
Ha publicado trabajos sobre identidad, historia y creencias populares del pueblo uruguayo. Autor de novelas y cuentos publicados, y de ensayos históricos, entre estos Historia Diferente del Uruguay, Artigas: el Resplandor desconocido, además de dos recopilaciones sobre relatos sobrenaturales del campo uruguayo.

## Política
En 2013 fue proclamado precandidato a la Presidencia de la República por el nuevo partido de izquierda Unidad Popular. Por tal motivo se postuló a las elecciones internas de 2014. En octubre de 2014 llevaría como candidato a la vicepresidencia al dirigente Gustavo López.
En las elecciones de 2019 vuelve a postularse a la Presidencia, repitiendo la fórmula con López. Durante la campaña electoral, el periodista Facundo Ponce de León le dedica una entrevista en el ciclo De Cerca.

## Familia
Está casado con Isabel Izquierdo, con quien comparte la investigación.

## Obras
- 1977, La leyenda de Soledad Cruz (Editorial Betum San), ISBN 9974-39-097-4
- 2001, Mitos,Leyendas y Tradiciones de la banda oriental (Betum San Ediciones)
- 2002, Historia diferente del Uruguay (Editorial Monteverde)[5]
- 2005, Artigas: el resplandor desconocido (Editorial Betum San)
- 2009, Stalin: luces y sombras (Editorial Betum San)
- 2009, Profética. Novela con brujas y hechizos (BetumSan Ediciones) ISBN 978-9974-667-09-9
- 2010, Reconstruyendo nuestra raíz charrúa (Editorial Betum San)
- 2011, Páginas del año 11 (Editorial Sudamericana), ISBN 9789974683648 (historia para niños)
- 2012, Artigas mitológico, El Protector de los Pueblos Libres (BetumSan Ediciones) ISBN 978-9974-667-10-5
- 2016, Educación, resistencia y cambio social (un enfoque marxista) (BetumSan Ediciones) ISBN 978-9974-911-06-2